# Hợp Tiến, Mỹ Đức
Hợp Tiến là một xã thuộc huyện Mỹ Đức, thành phố Hà Nội, Việt Nam.
Xã có diện tích 14,13 km², dân số năm 1999 là 11.079 người, mật độ dân số đạt 784 người/km².